# 联邦司法公共服务部
司法部，全称联邦司法公共服务部（荷蘭語：Federale Overheidsdienst Justitie），是比利时的一个联邦公共服务部，负责执行司法领域的联邦政策。